# Kółeczko
Kółeczko – nieoficjalna część wsi Sadlinki  w Polsce położona w województwie pomorskim, w powiecie kwidzyńskim, w gminie Sadlinki.
Nazwa miejscowości została zniesiona, jej teren to obecnie ulica Robotnicza w Sadlinkach.
Zabudowa domów przypomina literę O. Większość domów jest starsza niż 50 lat.
W latach 1975–1998 miejscowość administracyjnie należała do województwa elbląskiego.